# Diaspidiotus hydrangeae
Diaspidiotus hydrangeae är en insektsart som beskrevs av Sadao Takagi 1974. Diaspidiotus hydrangeae ingår i släktet Diaspidiotus och familjen pansarsköldlöss. Inga underarter finns listade i Catalogue of Life.